# Mansa (Zambia)
Mansa (nota come Fort Rosebery dal 1895 al 1967) è un ward dello Zambia, capoluogo della Provincia di Luapula e del distretto omonimo.
La città è stata denominata Fort Rosebery nel 1895 in onore di Archibald Primrose, V conte di Rosebery, primo ministro del Regno Unito dal 5 marzo 1894 al 22 giugno 1895. Venne rinominata Mansa il 24 ottobre 1967.